# Tendre et Saignant
 (octobre 2021).
Pour plus de détails, voir Fiche technique et Distribution.
Tendre et Saignant est un film français réalisé par Christopher Thompson, sorti en 2020.

## Synopsis
À la mort de son père, Charly Fleury hérite de la boucherie familiale. Rédactrice en chef d’un magazine de mode, elle préfère vendre ce commerce bien loin de son univers professionnel. C'est alors que Martial, l'ancien commis de son père, décide de se battre pour récupérer la boucherie. Alors que tout les oppose, Charly et Martial vont devoir cohabiter,.

## Fiche technique
- Titre original : Tendre et Saignant
- Réalisation : Christopher Thompson
- Scénario : Fabrice Roger-Lacan et Christopher Thompson
- Casting : Michael Laguens
- Musique : Arthur Simonini
- Photographie : Rémy Chevrin
- Son : Antoine Deflandre, Olivier Mortier et Thomas Gauder
- Costumes : Emmanuelle Youchnovski
- Montage : Pauline Gaillard
- Production : Jean Cottin, Genevieve Lemal et Christopher Thompson
- Sociétés de production : Les Films du Cap, Orange Studio et G. Films
- SOFICA : LBPI 12, Manon 9
- Sociétés de distribution : UGC Distribution / Orange Studio (France)
- Pays de production :  France
- Format : couleur — 2,35:1
- Genre : comédie
- Durée : 91 minutes
- Dates de sortie :
  - France : 3 septembre 2020 (Cognac, dans le cadre du Festival du film francophone d'Angoulême)[3] ; 19 janvier 2022 (sortie nationale)
  - Suisse romande : 26 janvier 2022
  - Québec : 10 juin 2022

## Distribution
- Géraldine Pailhas : Charly Fleury
- Arnaud Ducret : Martial Toussaint
- Alison Wheeler : Carole Katayan
- Stéphane De Groodt : Miguel Amestoy
- Jean-François Stévenin : Jacques Fleury
- Antoine Gouy : Yves de la Closerie
- Élisa Ruschke : Julia
- Anne Le Ny : Madame Keller
- Antony Hickling : Sid Kharish

## Production
Le tournage a lieu dans le Cantal (Aurillac, Lacapelle-Viescamp et Saint-Vincent-de-Salers) et à Paris. Il s'achève le 23 décembre 2019.

## Box office
Le film sort en France le 19 janvier 2022 dans 361 salles.
Il réalise 12 508 entrées pour sa première journée. Pour sa première semaine, il cumule seulement 72 295 entrées. Après deux semaines en salles, il totalise 112 596 entrées pour 391 salles. Au total, il aura attiré 146 469 spectateurs en salles lors de sa sortie avec un taux de rentabilité de 25 %